# Vertretung des Landes Rheinland-Pfalz bei der Europäischen Union
Die Vertretung des Landes Rheinland-Pfalz bei der Europäischen Union ist die Landesvertretung von Rheinland-Pfalz bei der Europäischen Union mit Sitz in Brüssel. Sie unterstützt das Land in der Umsetzung seiner Europapolitik.

## Organisation
Das Büro des Landes Rheinland-Pfalz bei der EU in Brüssel ist der Landesvertretung und damit der Bevollmächtigten beim Bund und für Europa, für Medien und Digitales, Staatssekretärin Heike Raab unterstellt. Das Büro ist in einer Gründerzeitvilla im Umkreis des Europäischen Parlaments untergebracht.

## Aufgaben und Ziele
Die Vertretung des Landes Rheinland-Pfalz bei der Europäischen Union nimmt die Interessen des Landes auf europäischer Ebene wahr:
- Sie informiert frühzeitig die Landesregierung über europapolitische Entwicklungen und nimmt landesspezifische Interessen bei den EU-Institutionen wahr.
- Sie berät Wirtschaft, Verbände, Forschungseinrichtungen bei der Nutzung von EU-Förderprogrammen und vermittelt Kontakte.
- Sie ist Forum des politischen, wirtschaftlichen und kulturellen Lebens in Rheinland-Pfalz mit Podiumsdiskussionen, Empfängen und Kunstausstellungen.
- Das Büro ist Ansprechpartner für Landkreise, Kommunen, Hochschulen, Unternehmen, Verbände und sonstige Einrichtungen bei der Vermittlung von Kontakten zu europäischen Entscheidungsträgern.